# Pfalz D.XV
Pfalz D.XV – niemiecki dwupłatowy samolot myśliwski z końca I wojny światowej, zaprojektowany i zbudowany w wytwórni Pfalz-Flugzeugwerke w Spirze. Maszyna wzięła udział w trzecim konkursie samolotów myśliwskich w Adlershofie w październiku 1918 roku i została skierowana do produkcji seryjnej, jednak koniec wojny zatrzymał rozwój konstrukcji.

## Historia
Opracowany latem 1918 roku w zakładach Pfalz-Flugzeugwerke w Spirze projekt dwupłatowego samolotu myśliwskiego Pfalz D.XV był rozwinięciem budowanego seryjnie Pfalza D.XII. Duży wpływ na konstrukcję tego myśliwca miał konkurencyjny Fokker D.VII: w maszynie zastosowano skrzydła o grubszym profilu, eliminując większość drucianych usztywnień; komora płatów była jednoprzęsłowa. Zbudowano dwa prototypy (D.XV Spezial i D.XVf nr 8364/17), różniące się usztywnieniem skrzydeł, konstrukcją lotek i jednostkami napędowymi; w pierwszym zamontowano silnik Mercedes D.IIIa o mocy 132 kW (180 KM), a w drugim – BMW IIIa o mocy 136 kW (185 KM). 
Oba prototypy wzięły udział w trzecim konkursie samolotów myśliwskich klasy D w Adlershofie w październiku 1918 roku. Pfalz D.XV wykazał się doskonałą prędkością wznoszenia, prędkością maksymalną i zwrotnością, został więc uznany przez Idflieg za równoważny w stosunku do Fokkera D.VII i skierowany do produkcji seryjnej. 4 listopada D.XV pomyślnie przeszedł próby państwowe. Prawdopodobnie zamówiono 180 maszyn; niektóre samoloty seryjne dotarły do magazynów przed zakończeniem wojny, ale nie zostały dostarczone do jednostek operacyjnych. Austro-węgierskie K.u.k. Luftfahrtruppen były również zainteresowane pozyskaniem myśliwca Pfalz D.XV. Planowano jego produkcję licencyjną, ale plany anulowano wraz z rozpadem Austro-Węgier i zawieszeniem broni. We wrześniu 1919 roku alianckie zespoły inspekcyjne znalazły 74 ukończone kadłuby D.XV na terenie wytwórni Pfalz Flugzeugwerke. Kilka ukończonych egzemplarzy było prawdopodobnie testowanych w locie przez pilotów zwycięskich państw.
D.XV był najlepszym myśliwcem skonstruowanym przez Pfalz Flugzeugwerke i jednym z ostatnich samolotów skierowanych do produkcji seryjnej przed upadkiem Cesarstwa Niemieckiego.

## Opis konstrukcji i dane techniczne

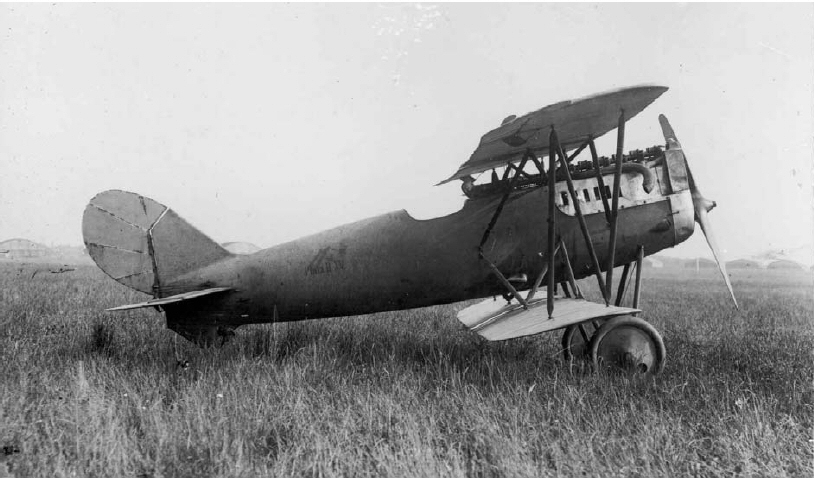
Myśliwiec Pfalz D.XV

Pfalz D.XV był jednosilnikowym, jednoosobowym dwupłatem myśliwskim. Kadłub został umieszczony pomiędzy płatami, przymocowanymi do niego słupkami. Długość samolotu wynosiła 6,5 metra, a wysokość 2,7 metra. Rozpiętość skrzydeł wynosiła od 8,6 metra (górne) do 7,2 metra (dolne), zaś ich cięciwy odpowiednio 1,45 metra i 1,2 metra. Przesunięcie płatów w poziomie wynosiło 0,36 metra. Powierzchnia nośna wynosiła 20 m². Masa własna wynosiła od 738 kg z silnikiem BMW do 745 kg z silnikiem Mercedesa, zaś masa całkowita (startowa) od 918 kg z silnikiem BMW do 925 kg z silnikiem Mercedesa.
Napęd pierwszego prototypu stanowił chłodzony cieczą 6-cylindrowy silnik rzędowy Mercedes D.IIIa o mocy 132 kW (180 KM), zaś drugi egzemplarz napędzany był także 6-cylindrowym, chłodzonym cieczą silnikiem rzędowym BMW IIIa o mocy 136 kW (185 KM). Prędkość maksymalna wynosiła 200 km/h. Długotrwałość lotu wynosiła 1,5 godziny. Maszyna osiągała wysokość 1000 metrów w czasie 2 minut, 2000 metrów w 5 minut, 3000 metrów w 8 minut, 4000 metrów w 11,5 minuty, 5000 metrów w 16 minut, zaś na osiągnięcie 6000 metrów samolot potrzebował 22,5 minuty.
Myśliwiec uzbrojony był w dwa stałe zsynchronizowane karabiny maszynowe LMG 08/15 kalibru 7,92 mm.